# Князевская, Ольга Александровна
О́льга Алекса́ндровна Князевская (13 мая 1920, Сокур, Саратовская губерния — 18 октября 2011, Москва) — советский и российский филолог, археограф и специалист по истории книги. Кандидат филологических наук.

## Биография
Ольга Александровна Князевская родилась в 1920 году в селе Сокур Саратовской губернии (ныне — Татищевский район Саратовской области). Вскоре семья переехала в Москву.
В 1937 году Князевская поступила в Московский институт философии, литературы и истории имени Н. Г. Чернышевского, где её учителем стал Рубен Иванович Аванесов — выдающийся ученый и организатор науки, занимавшийся диалектологией и историей русского языка. Под его руководством Ольга Александровна специализировалась по русистике, ездила в диалектологические экспедиции, а впоследствии и сама возила в них студентов Педагогического института имени В. П. Потёмкина. В 1942 году окончила МИФЛИ, в 1945 году — аспирантуру филологического факультета МГУ. Около года работала младшим научным сотрудником Отдела рукописей Государственного исторического музея под руководством известного палеографа М. В. Щепкиной. До 1950 года находилась в отпуске по уходу за родившимся сыном (погиб в начале 1970-х годов).
В 1952 году защитила кандидатскую диссертацию «К исторической фонетике русского языка в Московской Руси XIV в. (О языке Московского Евангелия 1358 г.)», посвящённую рукописи из Синодального собрания ГИМ (№ 69). С августа 1958 года работала в секторе библиографии, источниковедения и издания памятников Института русского языка АН СССР (позднее — отдел лингвистического источниковедения). В 1960—1970-е годы читала лекции по палеографии на филологическом факультете Московского государственного университета.
В 1966—1969 годах от Московского университета состоялись археографические экспедиции, организованные и проводившиеся ОРКиР Научной библиотеки МГУ по распоряжению ректора МГУ академика И. Г. Петровского и инициативе главного библиотекаря И. В. Поздеевой. Перспективность этих исследований и богатство собранных материалов привели к созданию в 1971 году Археографической лаборатории Исторического факультета МГУ. Первые комплексные работы начались в 1971—1972 годах в старообрядческих ветковско-стародубовских слободах, когда в экспедиции, кроме археографов и историков, приняли участие лингвист О. А. Князевская и историк древнерусского искусства Э. К. Гусева.
С 1972 года, после конфликта с директором ИРЯ Ф. П. Филиным и секретарём парторганизации Л. И. Скворцовым и до выхода на пенсию в 2006 — сотрудник Археографической комиссии Академии наук СССР; числилась в штате Института славяноведения и балканистики.
Под руководством М. В. Панова участвовала в создании «Энциклопедического словаря юного филолога» (1984).
Похоронена в Москве на Введенском кладбище (25 уч.).

## Награды и премии
- Государственная премия РСФСР в области науки и техники (1988) — присуждена за творческий вклад в решение проблемы «Исследование памятников древнерусской письменности и разработка правил их лингвистического издания» четырём сотрудникам Сектора библиографии, источниковедения и издания памятников Института русского языка (С. И. Котков, В. С. Голышенко, Л. П. Жуковская, О. А. Князевская).

## Основные научные труды
1952
- 1. К исторической фонетике русского языка в Московской Руси XIV в.: (О языке Московского Евангелия 1358 г.). Автореф. дис. … канд. филол. наук. М., 1952.

1956
- 2. Замечания о некоторых особенностях вокализма говора д. Мыслец Шумерлинского района Чувашской АССР // Учёные записки МГПИ имени В. П. Потемкина. Т. 51. Кафедра русского языка. Вып. 5. М., 1956. С. 233—240.
- 3. Об итогах диалектологической экспедиции кафедры русского языка летом 1954 г. // Там же. С. 241—255 (совместно с Н. Н. Николаевой и Н. С. Макаровой).

1957
- 4. К истории московского говора // Ученые записки МГПИ имени В. П. Потёмкина. Т. 52. Кафедра русского языка. Вып. 4. М., 1957. С. 269—303.
- 5. К истории русского языка в Северо! Восточной Руси в середине XIV в.: (Палеографическое и фонетическое описание рукописи Московского Евангелия 1358 г.) // Труды Института языкознания. Т. 8. М., 1957. С. 107—177.

1958
- 6. [Рецензия на]: Василенко И. А. Историческая грамматика русского языка: (Сборник упражнений). М., 1956. 272 с. // Русский язык в школе. 1958. № 6. С. 97-98 (совместно с Л. Н. Шатерниковой).

1960
- 7. Крестьянские селения // Пособие для подготовки и составления региональных словарей русского языка. М., 1960. С. 72-86.
- 8. Производственная деятельность // Там же. С. 128—138.

1961
- 9. О лингвистических изданиях древнерусских рукописей // Известия Академии наук. Серия литературы и языка. 1961. Т. 20. С. 70-74.
- 10. Правила лингвистического издания памятников древнерусской письменности / Под руководством и при участии С. И. Коткова. М., 1961 (составитель).

1962
- 11. Восемь пергаменных рукописей из собрания ЦГАДА // Труды Отдела древнерусской литературы / Институт русской литературы РАН (Пушкинский Дом). Т. 18. М.; Л., 1962. С. 434—441.
- 12. О произношении гласных неверхнего подъёма в первом предударном слоге после мягких согласных в некоторых говорах Новгородской области // Материалы и исследования по русской диалектологии. Новая серия. Т. 3. М., 1962. С. 148—155.
- 13. Об одной пергаменной рукописи XIII в. из собрания ЦГАДА: (Палеографическое описание) // Известие Отделения литературы и языка АН СССР. 1962. Т. 21. Вып. 6. С. 528—536.
- 14. О совещании по проблемам источниковедения и издания памятников русского языка. Москва, 20-22 ноября 1961 г. // Вопросы языкознания. 1961. № 3. С. 153—155.

1963
- 15. Некоторые вопросы словоделения текста // Лингвистическое источниковедение. М., 1963. С. 24-34.
- 16. О лингвистическом аннотировании древнерусских рукописей // Исследования по лингвистическому источниковедению. М., 1963. С. 5-19.
- 17. Объединенная научная сессия Отделения литературы и языка и Отделения исторических наук АН СССР, посвященная 1100-летию славянской письменности // Известия Академии наук. Серия литературы и языка. 1963. Т. 22. Вып. 5. С. 455—458.
- 18. Исследования по лингвистическому источниковедению. М., 1963 (редактор, совместно с С. И. Котковым).

1964
- 19. Орфография и отражение на письме явлений языка (На материале рукописей XI—XIV вв.) // Источниковедение и история русского языка. М., 1964. С. 59-68.

1966
- 20. Комиссия по составлению словаря общеславянского литературного (церковнославянского) языка (ОСЛ—ЦСЛ) Международного комитета славистов. Москва, 25-29 апреля 1966 г. // Вопросы языкознания. 1966. № 5. С. 147—150.

1969
- 21. Древнейшая книга для чтения: («Успенский сборник» XII—XIII вв.) // Русская речь. 1969. № 1. С. 105—107.

1970
- 22. К исторической фонетике ростово-суздальских говоров: (На материале ростовских рукописей XIII в.) // Кузнецовские чтения. 1970. Тезисы докладов конференции по фонологии и морфонологии. М., 1970. С. 36-37.
- 23. [Рецензия на]: Weiher E. Der Dialektik des Johannes von Damaskus in Kirchenslavischer Übersetzung. Wiesbaden, 1969 // Известия Академии наук. Серия литературы и языка. 1970. Т. 29. Вып. 5. С. 457—459.

1971
- 24. О ростовских рукописях начала XIII в. // Проблемы истории и диалектологии славянских языков: Сборник статей к 70-летию члена-корреспондента АН СССР В. И. Борковского. М., 1971. С. 145—153.
- 25. О ростовской рукописи XIII в. из Научной библиотеки Московского университета // Studia palaeoslovenica / Sb. studia vìnovan ch sedmdesatinam univ. prof. dr. Josefa Kurze. Praha, 1971. S. 169—174.
- 26. Успенский сборник XII—XIII вв. М., 1971 (подготовка к изданию, публикация текста, введение; совместно с В. Г. Демьяновым и М. В. Ляпон).

1972
- 27. Вопросы диалектологии и истории языка: Совещание в Кишиневе // Вестник АН СССР. 1972. № 2. С. 98-99 (совместно с Р. Я. Удлером).
- 28. Об одной графической особенности ростовских рукописей XIII в. // Русское и славянское языкознание: К 70-летию члена-корреспондента АН СССР Р. И. Аванесова. М., 1972. С. 124—130.
- 29. [Рецензия на]: Протасьева Т. Н. Описание рукописей Синодального собрания, не вошедших в описание А. В. Горского и К. И. Невоструева: В 2 ч. Ч. 1. М., 1970. // Известия АН СССР. Серия литературы и языка. 1972. Т. 31. Вып. 2. С. 189—191.

1973
- 30. О лингвистической интерпретации древнерусских памятников письменности: (На материале ростовских рукописей начала XIII в.) // Совещание по общим вопросам диалектологии и истории языка: Тезисы докладов и сообщений (Ереван, 2-5 октября 1973 г.). М., 1973. С. 184—186.
- 31. О судьбе редуцированных гласных «ъ, ь» в ростовских рукописях 1-й трети XIII в. // Лингвогеография, диалектология и история языка: Сборник статей. Кишинев, 1973. С. 202—208.
- 32. Об одной рукописи XIII в. из ростовской книгописной мастерской: (Графико!палеографическое описание) // Кузнецовские чтения 1973: История славянских языков / Институт славяноведения и балканистики РАН. М., 1973. С. 18-19.
- 33. Рукопись Евангелия XIII в. из собрания Московского университета // Рукописная и печатная книга в фондах Научной библиотеки Московского университета. [Вып. 1]. М., 1973. С. 5-18.
- 34. Лингвогеография, диалектология и история языка: Сборник статей. Кишинев, 1973 (редактор, совместно с Р. И. Аванесовым и др.).
- 35. Совещание по общим вопросам диалектологии и истории языка: Тезисы докладов и сообщений (Ереван, 2-5 октября 1973 г.). М., 1973 (редактор, совместно с Р. И. Аванесовым и др.).

1974
- 36. Об одной рукописи ростовской книгописной мастерской XIII в. // Археографический ежегодник за 1973 г. М., 1974. С. 183—187.

1975
- 37. Конференция, посвященная Изборнику 1073 г. // Археографический ежегодник за 1974 г. М., 1975. С. 376—377.
- 38. Совещание по общим вопросам диалектологии и истории языка: Тезисы докладов и сообщений (Баку, 21-24 октября 1975 г.). М., 1975 (редактор, совместно с др.).

1976
- 39. Буквы «о, е» на месте редуцированных гласных в ростовских рукописях начала XIII в. // Лингвистическая география, диалектология и история языка. Ереван, 1976. С. 327—336.
- 40. [Рецензия на]: Костюхина Л. М. Книжное письмо в России XVII в. // История СССР. 1976. № 6. С. 193—194 (совместно с А. В. Муравьевым).
- 41. Лингвистическая география, диалектология и история языка. Ереван, 1976 (редактор, совместно с Р. И. Аванесовым и др.).

1977
- 42. Рукописи XIII в., созданные в ростовской книгописной мастерской // Конференция по истории средневековой письменности и книги: К 60-летию Великой Октябрьской социалистической революции. Тезисы докладов. Ереван, 1977. С. 41.

1978
- 43. Новая книга о пергаменных рукописях Библиотеки Академии наук СССР // Археографический ежегодник за 1977 г. М., 1978. С. 340—342.
- 44. Пособие по славянской палеографии [рецензия на книгу: Болгарска ръкописна книга X—XVIII вв.: Каталог. София, 1976] // Palaeobulgarica. 1978. № 1. С. 96-97.

1979
- 45. Болгарская рукописная книга X—XVIII вв. // Археографический ежегодник за 1978 г. М., 1979. С. 357—358 (совместно с Н. А. Долдобановой).
- 46. Палеографическое исследование в изданиях и описаниях славянорусских рукописей: (Постановка вопроса) // Всесоюзная научная конференция «Проблемы описания рукописей и факсимильные издания памятников письменности». Ленинград, 14-16 февраля 1979 г. Тезисы докладов. Л., 1979. С. 21-22.

1980
- 47. Рукописи митрополита Киприана и отражение в них орфографической реформы Евфимия Тырновского // Търновска книжовна школа. Вып. 2: Ученици и последователи на Евтимий Търновски (Втори международен симпозиум. Велико Търново, 20-23 май 1976). София, 1980. С. 282—292 (совместно с Е. В. Чешко).

1981
- 48. Факсимильные издания памятников кириллической письменности // Археографический ежегодник за 1979 г. М., 1981. С. 163—168.
- 49. Древнерусские пергаменные рукописи в Швеции // Археографический ежегодник за 1979 г. М., 1981. С. 167—171 (совместно с А. П. Шебергом).
- 50. Палеографическое исследование в изданиях и описаниях славяно-русских рукописей: (Постановка проблемы) // Проблемы научного описания рукописей и факсимильного издания памятников письменности / Материалы всесоюзной конференции. Л., 1981. С. 118—122.

1982
- 51. Вопросы описания документальных памятников в трудах Археографической комиссии // Археографический ежегодник за 1981 г. М., 1982. С. 247—254 (совместно с В. А. Черных).

1983
- 52. Описание Норовской Псалтыри // Древнерусское искусство. Рукописная книга. Сборник 3. М., 1983. С. 121—142.
- 53. Из исторической фонетики древнерусских юго!западных говоров // Тезисы конференции «Актуальные проблемы диалектологии и исторической лексикологии русского языка». Вологда, 1983. С. 19-21.

1984
- 54. Федоровское Евангелие: О времени создания и происхождении рукописи // Древнерусское искусство. XIV—XV вв. М., 1984. С. 128—140 (совместно с А. А. Туриловым).
- 55. Фрагменты одной древнерусской рукописи XII в. // История русского языка в древнейший период. М., 1984. С. 154—188.
- 56. Сводный каталог славяно!русских рукописных книг, хранящихся в СССР. XI—XIII вв. М., 1984 (редактор, автор описаний).

1985
- 57. Древнейшая славянская рукопись Хроники Георгия Амартола // Восточные славяне. Языки. История. Культура / К 85!летию академика В. И. Борковского. М., 1985. С. 253—259.
- 58. Отрывок древнерусской рукописи конца XII — начала XIII в. // Litterae slavicae medii aevi / (Francisco Venceslao Mareš Sexagenario obligata). München, 1985. S. 157—170.
- 59. К вопросу об определении времени написания древнеславянских рукописей // Проблеми на българистика и славистика / Годишник на Софийския университет «Климент Охридски». Факултет по славянски филология. София, 1985. С. 56-58.

1986
- 60. IX Международный съезд славистов. Киев, сентябрь 1983 г. Материалы дискуссии: Языкознание. Киев, 1986. С. 52-57 (выступления по докладам об истории литературного языка Киевской Руси и языке литературных памятников).
- 61. Жития Кирилла и Мефодия. М.; София, 1986. С. 181—246 (редактор, подготовка текста, описание рукописи Успенского сборника, содержащей «Пространное Житие Мефодия», «Похвальное слово Кириллу и Мефодию»; перевод и комментарии Б. Н. Флори).
- 62. Информация о Сводном каталоге славяно!русских рукописных книг «Каталог рукописных сокровищ» // Информационный бюллетень МАИРСК [Международная Ассоциация по изучению и распространению славянских культур]. № 15. 1986. С. 74-76.
- 63. Марфа Вячеславна Щепкина (1894—1984) // Археографический ежегодник за 1984 г. М., 1986. С. 329—330 (совместно с Т. Н. Протасьевой).
- 64. Повесть о Зосиме и Савватии Соловецких: Факсимильное воспроизведение. М., 1986 (редактор).
- 65. [Рецензия на]: Изборник Святослава 1073 г.; Изборник Святослава 1073 г. Научный аппарат факсимильного издания // История СССР. 1986. № 2. С. 187—190.

1987
- 66. Вопросы палеографии и кодикологии в трудах академика Д. С. Лихачева: (К 80!летию со дня рождения) // Археографический ежегодник за 1986 г. М., 1987. С. 143—147 (совместно с Н. И. Толстым).
- 67. Древнейшие славяно!русские рукописи в собрании ЦГАДА // Russian Linguistics. 1987. Vol. 11. № 2/3. S. 201—208 (совместно с Л. В. Мошковой).
- 68. Памятники письменности в музеях Вологодской области: Каталог-путеводитель. Ч. 1. Вып. 2. Рукописные книги XIV—XVIII вв. Вологодского областного музея. Вологда, 1987 (описание 4 пергаменных рукописей).

1988
- 69. Каталог славяно-русских рукописей XI—XIV вв., хранящихся в ЦГАДА СССР. М., 1988. Ч. 1-2 (составитель, совместно с Н. С. Ковалем, О. Е. Кошелевой, Л. В. Мошковой).

1989
- 70. Норовская Псалтырь — среднеболгарская рукопись XIV в. София, 1989. Ч. 1-2 (подготовка, археографическое введение; совместно с Е. В. Чешко и др.).
- 71. Археографическая деятельность Д. Богдановича в 1950—1980-х гг. // Археографический ежегодник за 1988 г. М., 1989. С. 124—127 (совместно с Р. В. Булатовой).

1990
- 72. О значении кодикологического исследования рукописных источников // Общественное сознание, книжность, литература периода феодализма: (К 60-летию Н. Н. Покровского). Новосибирск, 1990. С. 128—133.
- 73. Древнерусское дополнение в рукописи № 14 Типографского собрания (Центральный государственный архив древних актов, Москва) // Wiener Slavische Almanach. Wien, 1990. Bd. 25/26. S. 217—231.

1993
- 74. Древнерусская рукопись Паремийника XII—XIII вв. // Исследования по славянскому историческому языкознанию: Памяти профессора Г. А. Хабургаева. М., 1993. С. 30-34.

1994
- 75. Древнерусские пергаменные отрывки Пролога в Швеции // Russian Linguistics. 1994. Vol. 18. P. 177—183 (совместно с Л. Стенсландом).

1995
- 76. The Cronicle of George Hamartalos an Old Russian Ms. of the 14th Century // Polata knigopisnaja. 1995. P. 90-112.

1996
- 77. Буква «w» в рукописи Быбельского Апостола // Русистика. Славистика. Индоевропеистика: Сборник к 60-летию Андрея Анатольевича Зализняка. М., 1996. С. 276—281.

1998
- 78. Древнерусская рукопись середины XIV в. № 1367 из библиотеки МГУ // Мир старообрядчества. Вып. 4. М., 1998. С. 413—419 (совместно с Н. А. Кобяк).
- 79. Об изучении рукописи Саввиной книги (РГАДА, ф. 381, № 14) // Слово и культура. Т. 1. М., 1998. С. 406—414.

1999
- 80. Саввина книга: Древнеславянская рукопись XI, XI—XII и конца XIII в. Ч. 1: Рукопись, текст, комментарии, исследование. М., 1999 (подготовка к изданию; совместно с Л. А Коробенко и др.).
- 81. Отрывок пергаменной рукописи в Новгородском областном архиве // Новгородский архивный вестник. № 1. Великий Новгород, 1999. С. 37-41 (совместно с И. Ю. Анкудиновым).
- 82. Житие Мефодия // Библиотека литературы Древней Руси. СПб., 1999. Т. 2. XI—XII вв. С. 66-81 (подготовка текста и перевод).
- 83. Совместное исследование славянских отрывков в Швеции // Археографический ежегодник за 1998 год. М., 1999. С. 189—190.
- 84. Древнейший список Паремийника (1!я половина XII в., РГАДА, ф. 381, оп. 1, № 50) // Роль библейских переводов в развитии литературных языков и культуры славян: Тезисы докладов международной научной конференции (Москва, 23-24 ноября 1999 г.). М., 1999. С. 44-46.
- 85. Об употреблении буквы «w» в некоторых древних украинских рукописях // Рукописна украпніка у фондах Львівськоп науковоп бібліотеки iм. В. Стефаника НАН Украпни та проблеми створення iнформаційного банку даних = Manuscript ucrainica in the Holdings of Lviv Stefanyk scienific Library of the National Academy of sciences of Ukraine and the Problems of creating Information Databases: Матеріали міжнapодної науково!практичної конференції, 20-21 вересня 1996 р. Львів, 1999. С. 361—362.

2001
- 86. Пергаменные рукописи собрания Виленской публичной библиотеки: (Библиотека Академии наук Литовской Республики, ф. 19) // Krakowsko-Wileñskie Studia Slawistyczne. T. 3. Kraków, 2001. S. 7-60 (совместно с А. Л. Лифшицем и А. А. Туриловым).

2002
- 87. Сводный каталог славяно!русских рукописных книг, хранящихся в России, странах СНГ и Балтии. XIV в. Вып. 1 (Апокалипсис толковый — Летопись Лаврентьевская). М., 2002 (автор описаний, член редколлегии; совместно с др.).
- 88. Мазуринская Кормчая: Памятник межславянских культурных связей XIV—XVI вв.: Исследование, тексты / Отв. ред. Я. Н. Щапов. М., 2002 (подготовка к изданию; совместно с Е. В. Беляковой и др.).
- 89. Воспоминания давней ученицы // Филологический сборник памяти профессора С. Б. Бернштейна: К 5-летию со дня кончины. М., 2002. С. 7.

2003
- 90. Древнейшая славянская рукопись Паремийника (РГАДА, ф. 381, № 50) // Хризограф: Сборник статей к юбилею Г. З. Быковой. М., 2003. С. 33-43 (совместно с Л. А. Коробенко).

2007
- 91. Русская палеография: Программа // Русский язык и его история. Программы кафедры русского языка для студентов филологических факультетов гуманитарных факультетов. М., 2007. С. 248—251.

### Статьи в энциклопедических изданиях
- Буслаев Ф. И. (совместно с Э. В. Померанцевой); Славянизмы; Соболевский А. И.; Супин; Фортунатов, Филипп Фёдорович; Фортунатова закон; Юсы; Ять // Большая советская энциклопедия. Т. 1-51. М., 1950—1958.
- Аванесов Р. И.; Апокрифы; Палеография Архивная копия от 9 октября 2010 на Wayback Machine (совместно с М. В. Крюковым); Первопечатные книги; Устав; Фёдоров И. // Краткая литературная энциклопедия. Т. 1-7. М., 1962—1972.
- Соболевский А. И.; Скоропись; Устав // Большая советская энциклопедия. Т. 1-30. М., 1969—1978.
- Буква // Русский язык. Энциклопедия. М., 1979 (переиздания: 1997, 2003, 2007).
- Палеография // Книговедение. Энциклопедический словарь. М., 1982.
- Палеография // Энциклопедический словарь юного филолога. Языкознание. М., 1984 (Изд. 2:. Энциклопедический словарь юного лингвиста. М., 2006).
- Кириллица Архивная копия от 6 января 2012 на Wayback Machine; Полуустав Архивная копия от 4 марта 2012 на Wayback Machine; Русский алфавит Архивная копия от 29 марта 2012 на Wayback Machine; Устав Архивная копия от 4 марта 2012 на Wayback Machine // Лингвистический энциклопедический словарь. М., 1990 (Изд. 2: Большой энциклопедический словарь. Языкознание. М., 1998).